# Éros thérapie
Pour plus de détails, voir Fiche technique et Distribution.
Éros thérapie, également appelé Je suis votre homme, est une comédie française réalisée par Danièle Dubroux, sortie en 2004.

## Synopsis
Une nouvelle maison close vient d'ouvrir : elle propose les services de dominatrices. Quant à Adam, il s'est fait chasser de chez lui par sa femme, qui s'est mise en ménage avec une autre femme, et il vit désormais dans le garage.

## Fiche technique
- Titre original : Éros thérapie
- Autre titre : Je suis votre homme
- Titre anglais international : Eros Therapy
- Réalisation : Danièle Dubroux
- Scénario : Danièle Dubroux et Pascal Richou
- Musique : Reno Isaac
- Décors : Valérie Saradjian
- Son : François Maurel
- Montage : Anaïs Enschaia
- Image : Jean-Marc Fabre
- Production : Gilles Sandoz
- 1re assistante : Céline Salvodelli
- Format : couleur - 1,85:1
- Durée : 106 minutes
- Dates de sortie :  février 2004 (Berlinale) •  24 août 2004

## Distribution
- Catherine Frot : Agnès
- Isabelle Carré : Catherine
- Melvil Poupaud : Bruno
- François Berléand : Adam
- Claire Nebout : Dréanne
- Julie Depardieu : Agathe
- Eva Ionesco : Hélène
- Marc Andreoni : Rops (l'auteur sorti de prison)
- Emmanuelle Riva : Emma
- Jacques François : M. de Latouche
- Hubert Saint-Macary : le prêtre
- Marina Tomé : Jacky, l'amie de Catherine
- Bruno Sermonne : Édouard
- Gilles Naudet : le consul
- Jean-Claude Montheil : l'homme à la poupée
- Florence Normand : Domina

## Autour du film
Un faux raccord peut être remarqué lorsque Dréanne s'installe sur le canapé, dans l'appartement d'Adam : elle pose son blouson sur le canapé à sa droite. Dans les plans suivants, il est à sa gauche.